# Ясуми, Ясемакис
Ясемакис Ясуми (греч. Γιασεμάκης Γιασουμή; 31 мая 1975, Ларнака, Кипр) — кипрский футболист. Бывший нападающий сборной Кипра.

## Биография

### Клубная карьера
Профессиональную карьеру начал в 1995 году в клубе «Эносис» и выступал за команду в течение трёх лет. В 1998 году перешёл в АПОЭЛ, где также отыграл три сезона и выиграл с командой Кубок Кипра. В 2001 году Ясуми подписал контракт с греческим клубом ПАОК. В Греции игрок провёл шесть лет, выиграл с командой Кубок Греции, а также принимал участие в отборочных стадиях еврокубков. В 2005 году ПАОК был участником групповой стадии Кубка УЕФА, где Ясуми отметился дублем в ворота французского клуба «Ренн». В 2007 году он вернулся на Кипр и провёл по одному сезону за клубы высшей лиги «Арис» (Лимасол) и «Этникос» (Ахна), а в сезоне 2009/10 выступал во второй лиге за АЕК Ларнака, после чего завершил игровую карьеру.

### Карьера в сборной
31 марта 1998 года дебютировал за сборную Кипра в неофициальном товарищеском матче против сборной Эстонии (4:0), в котором стал автором всех четырёх забитых мячей. Начиная с 2000 года стал регулярно вызываться в сборную и в общей сложности провёл в её составе 65 матчей, в которых забил 12 голов. В нескольких матчах выводил команду на поле в качестве капитана.

## Достижения
АПОЭЛ
- Обладатель Кубка Кипра: 1998/99

ПАОК
- Обладатель Кубка Греции: 2002/03